# أتامانوفكا
أتامانوفكا (بالروسية: Атамановка) هي مدينة في مقاطعة زابايكالسكي كراي في روسيا.
تقع على الضفة اليسرى لنهر إنجودا، 18 كيلومترًا (11 ميل) جنوب شرق تشيتا.

## السكان
10381 (تعداد 2010)،
9463    (تعداد 2002)،
10269  (تعداد 1989).

## التاريخ
تأسست عام 1852، عاش سكان أتامانوفكا على تربية مواشيهم. مُنحت حالة الاستيطان من النوع الحضري لها في عام 1958.

## الاقتصاد
توجد منشأة بث كبيرة (جهاز إرسال) في البلدة.

## الثقافة
يوجد نصب تذكاري لتكريم مستكشفي الفضاء في أتامانوفكا.